# Nagy Nikoletta (súlyemelő)
Nagy Nikoletta (Ózd, 1983. augusztus 23. –) Európa-bajnoki ezüstérmes, magyar súlyemelő. Az Ózdi Súlyemelő és Fitness Club versenyzője.
1996-ban kezdett súlyt emelni. A magyar bajnokságon 2000-ben szerzett először érmet, 2005-ben aranyérmet. A junior Európa-bajnokságon 2002-ben hetedik, 2003-ban hatodik volt.
Felnőtt világversenyen 2003-ban szerepelt első alkalommal. A vb-n 63 kilogrammban lett 25. helyezett. 2004-ben ötödik volt az Eb-n. 2006-ban 7. volt az Eb-n, 23. a világbajnokságon. Egy év múlva 31.-ként zárt a vb-n, 12.-ként a kontinens bajnokságon. 2008-ban az Európa-bajnokságon tizenharmadik lett. 2010-ben  a vb-n  ugyanezt a helyezést érte el. A következő évben az Eb-n ötödik, a vb-n 17. volt. 2012-ben az antaliyai Európa-bajnokságon mindkét fogásnemben és az összetettben is ezüstérmet szerzett. A 2014-es Európa-bajnokságon szakításban 11, lökésben hetedik, összetettben nyolcadik lett.

## Díjai, elismerései
- Az év magyar súlyemelője (2006, 2012, 2014, 2015[2])
- Borsod-Abaúj-Zemplén megyei Év női sportolója szavazás, harmadik helyezett (2011)